# Maerua scandens
Maerua scandens är en kaprisväxtart som först beskrevs av Johann Friedrich Klotzsch, och fick sitt nu gällande namn av Carmen Mueller. Maerua scandens ingår i släktet Maerua och familjen kaprisväxter. Inga underarter finns listade i Catalogue of Life.